# Andreas Schiller

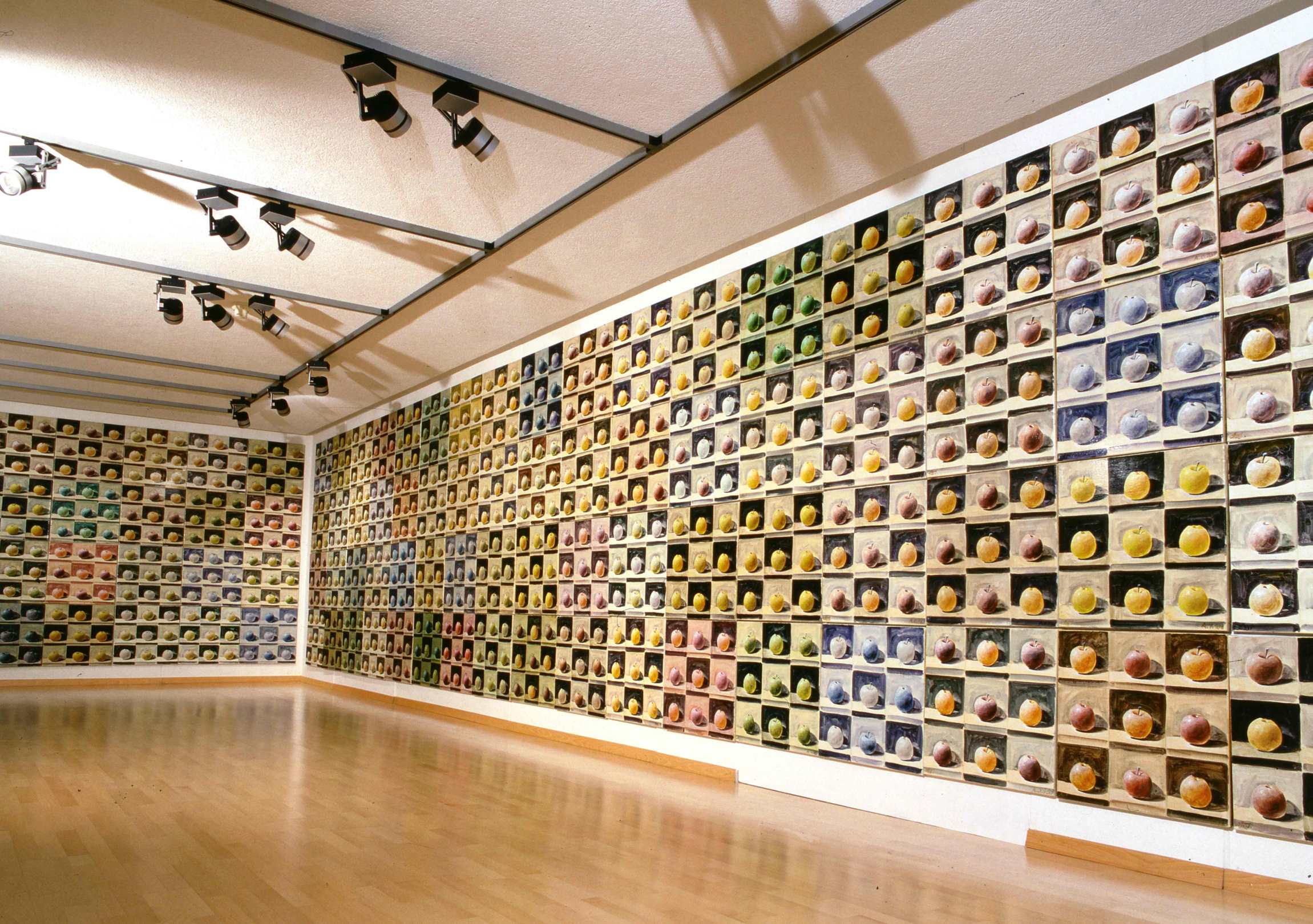
Installation im Kunsthaus Grenchen

Andreas Schiller (* 1963 in Berlin, bürgerlich André Schüßler) ist bildender Künstler und Utopist.

## Leben
Er wuchs in Berlin und Potsdam auf. Ab 1986 bis 1991 absolvierte er ein Studium an der Hochschule für Kunst und Design, Burg Giebichenstein (Halle) bei Gudrun Brüne. 1989 Auslandssemester an der Kunstuniversität in Tallinn (Estland).
1992 begann er ein Aufbaustudium Technik der Malerei HKD Halle, 1994 Aufbaustudium 3-D-Computeranimation Medienzentrum der HKD Halle.
1997 war der Beginn der Ausstellungsreihe Painting Exercices.

## Ausstellungen (Auswahl)

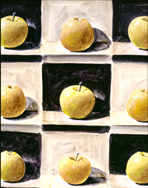
Detail

- 1998 Atelier im Kunsthaus Tacheles, Berlin
- 1999 Mitbegründer des Kunstsoziotops »Manufaktur« im Kunsthaus TACHELES
- 2007 Atelier in der Leipziger Baumwollspinnerei

## Illustrationen
- Global Backup, Prestel 2013, ISBN 978-3-7913-5301-2
- Wunderkammer des Abendlandes, Prestel 2007, ISBN 978-3-7913-3997-9
- Serielle Malerei, serial painting , München : Prestel, 2003, ISBN 3-7913-3034-9